# Miroslav Šimek
Miroslav Šimek, född den 27 januari 1959 i Turnov, Tjeckoslovakiet, är en tjeckoslovakisk och därefter tjeckisk kanotist.
Han tog OS-silver på C-2 i slalom i samband med de olympiska kanottävlingarna 1992 i Barcelona.
Han tog OS-silver i samma gren i samband med de olympiska kanottävlingarna 1996 i Atlanta.